# Marla Sokoloff
Marla Lynne Sokoloff (San Francisco, 19 december 1980) is een Amerikaans actrice en muzikante.

## Biografie
Marla Lynne Sokoloff werd in 1980 geboren in San Francisco in het uiterste zuidwesten van de Verenigde Staten. Haar vader, Howard Sokoloff, is podotherapeut en haar moeder, Cindi Sussman, werkte als cateraar.
In 1993 begon ze als twaalfjarige te acteren in de komische series Boy Meets World en Full House. In 1998 brak ze door met haar rol als Lucy Hatcher in de dramaserie The Practice. Ze speelde daarnaast gastrollen in andere televisieseries. Verder speelde ze ook in films zoals Dude, Where's My Car? in 2000.
Naast actrice is Sokoloff ook muzikante. Tot 2003 maakte ze deel uit van de rockgroep Smittin waar ze zong en gitaar speelde. Begin 2006 bracht ze haar eerste solo-cd, Grateful, uit.